# Chuka Umunna
Chuka Harrison Umunna (London, 1978. október 17. - ) brit munkáspárti politikus, aki a parlament tagja 2010 óta, és 2011-2015 között Ed Miliband árnyékkormányának üzleti ügyek tárcavezetője volt.

## Származása
Umunna Londonban született, édesapja Bennett, a nigériai igbo népcsoportból származott, 1992-ben Nigériában halt meg egy közúti balesetben. Umunna édesanyja, Patricia Milmo angol-ír származású ügyvéd. Umunna anyai nagyszülei Joan Frances és Sir Helenus Milmo (királynői jogtanácsos), a Nürnbergi per vádlója. Jelenleg Alice Sullivan munkajogásszal áll kapcsolatban.

## Tanulmányai
Általános iskolai, középiskolai és főiskolai tanulmányait Londonban végezte. Főiskolai tanulmányai során csellózott, a Southwarki katedrális énekkarának is volt a tagja ez idő alatt.
Jogot tanult a Manchesteri Egyetemen, és a diploma megszerzése után egy szemesztert töltött a dijoni Burgundy Egyetemen, mielőtt  Nottinghamben elkezdte volna a jogi mestertanulmányait.

## Jogi tevékenysége
2002-ben, az egyetem után a londoni Herbert Smith Kft.-nél kezdett el dolgozni. 2006-tól kezdve Umunna a Munkáspártról kezdett el írni társadalmi és gazdasági témában. Olyan neves újságokba írt cikkeket, mint például a Financial Times, vagy a The Guardian. Ez időben kezdett egyre több rádió- és TV műsorban feltűnni, mint elemző. Alapítója és szerkesztője lett az internetes politikai magazinnak, a The Multicultural Politicnek. 2007-ben, Jon Cruddas mellett kampányolt a párt alelnöki választásán, azonban nem sikerült győzni.

## Politikai karrier

### Parlament tagja
2008-ban fogadták el Umunnát képviselőjelöltnek Streatham választókerületben. A 2010-es brit választásokon megválasztották a Parlament tagjának, majd június 2-án elmondta beiktatási beszédét a Parlamentben.
2015-ben újraválasztották 53%-kal.
"One Nation Labour" és a "Blue Labour" irányzat jeles képviselője. Magát modern európai szociáldemokratának tartja.
Umunna vitatta, hogy a konzervatívok által vezetett koalíciós kormánynak (2010-2015) újra kellene gondolnia a programját a fiskális konszolidációról, keményebben kellene fellépnie a bankszektorban és át kellene alakítania a hitelezési piacot. Umunna az egyike volt annak a 73 parlamenti képviselőnek, aki 2010-ben Ed Miliband elnökségét támogatta Gordon Brown távozása után.

### Kincstári Bizottság
2010 júniusában az Alsóház Kincstári Bizottságának tagjává választották. 2011 januárjában a Barclays vezérigazgatóját, Bob Diamondot megkérdőjelezte, amiért állítólagos adóelkerülési tevékenységet végzett, amely során a bank több, mint 300 offshore leányvállalattal rendelkezett. Válaszul 2011 februárjában Diamond elismerte, hogy 113 millió fontot fizetett a Barclays társasági adó formájában 2009-ben, annak ellenére, hogy 11,6 millió font volt a nyeresége. Pozícióját árnyékminiszteri kinevezéséig megtartotta.

### Árnyékkormány
2010-ben, miután Ed Miliband lett a párt elnöke, Umunnát nevezte ki parlamenti személyi titkárává. 2011 májusában a kis- és nagyvállalkozásokért felelős árnyékminiszter lett.
Umunnát 2011. október 7-én előléptették az árnyékkormány üzleti ügyek tárcavezetőjévé a visszavonuló John Denham helyett. 2012 januárjában Umunna csatlakozott Ed Miliband és Rachel Reeves kezdeményezéséhez, miszerint David Cameron blokkolja az 1,6 millió fontos bónuszt Stephen Hester a Royal Bank of Scotland Group vezérigazgatójának. 2013-ban, Umunna vezetett egy felszólalást arról, hogy a kormány a királyi posta privatizálása során becsapta az adófizetőket. Az elképzelést alátámasztotta a részvényárak emelkedése az eladást követően és a bankárok összehívása egy parlamenti nyomozásra.
2013. április elején a jogi cégét kapcsolatba hozták azzal, hogy 2007-ben Umunna Wikipédia oldalán a brit Barack Obamának nevezték.
Umunnát képmutatással vádolták, amiért elfogadott 20000 fontot egy fogadóiroda elleni kampány során.
2014. május elején, aggályokat vet fel a Parlamentben azzal kapcsolatban, hogy az amerikai gyógyszeripari óriás, a Pfizer, fel akarta vásárolni az AstraZenecát. Annak ellenére, hogy a Pfizer garanciát vállalt, Umunna a nyilvánosságban ítélte el a tervezett átvételt, mondván, hogy a Pfizer ígéretei hamisak. A felvásárlás végül meghiúsult, az AstraZeneca igazgatótanácsa 2014 május végén elutasította a Pfizer végső ajánlatát.
2014 májusában bírálta az árnyék egészségügyi miniszter, Andy Burnham beszámolóját, ami az alkohol, az egészségtelen ételek és a dohány eladásai és hirdetései korlátozásának lehetséges módszereiről szólt.
2015 szeptemberében, Jeremy Corbyn elnökké választását követően lemondott árnyékkormányi megbízatásáról és a háttérbe vonult.

### Indulása és visszalépése az elnöki pozícióért
A Munkáspárt 2015-ös választási vereségét követően Ed Miliband lemondott, és Umunna indulását esélyesnek tartották az elnöki pozícióért. Felszólította a Munkáspártot, hogy vegye célba a konzervatívokat és a középosztálybeli szavazók elnyerését pártolta. Mondván, hogy a pártnak olyanokra van szüksége, akik jól teljesítenek. Május 12-én bejelentette indulását, majd 3 nappal később visszalépett, arra hivatkozva, hogy kényelmetlenül érezte magát a részletes átvilágítás során, ami az indulása miatt elkerülhetetlen volt. Május 26-án bejelentette, hogy Liz Kendallt támogatja a Munkáspárt elnöki választásán, ami végül Jeremy Corbyn győzelmével végződött.

### Kilépése a pártból
2019 februárjában kilépett a pártból titltakozva Corbyn Brexit politikája és párton belüli antiszemita nézzetek ellen.